# Роб Віттман
Роберт Дж. "Роб" Віттман (англ. Robert J. "Rob" Wittman; нар. 3 лютого 1959, Вашингтон) — американський політик-республіканець. З 2007 р. він представляє 1-й округ штату Вірджинія у Палаті представників США.
Віттман вивчав біологію як курсант армії Сполучених Штатів в Політехнічному інституті і університеті штату Вірджинія. Потім він вивчав охорону здоров'я в Університеті Північної Кароліни в Чапел-Гілл (1990), пізніше отримав ступінь Ph. D. в Університеті Співдружності Вірджинії. Протягом 20 років він працював у Департаменті охорони здоров'я штату Вірджинія. З 1986 по 1996 рр. він був членом ради Монтросса, з 1992 по 1996 рр. він також був мером Монтросса. З 1996 по 2005 рр. Віттман входив до ради округу Вестморленд, з 2004 по 2005 рр. очолював раду. З 2006 по 2007 рр. — член Палати делегатів Вірджинії.
Він одружений і має двох дітей, живе у Монтроссі.